# Ivanje (blagdan)
Ivanje, Ivanjdan ili Ivandan blagdan je rođenja sv. Ivana Krstitelja koje se slavi 24. lipnja.
Kršćani su dugo tumačili život Ivana Krstitelja kao pripremu za dolazak Isusa Krista. Ivanovo ključno mjesto u evanđelju vidi se u naglasku koji Luka pridaje objavi njegova rođenja i samom događaju, oboje postavljeno paralelno s istim događajima u Isusovom životu.
Jedini biblijski izvještaj o rođenju Ivana Krstitelja dolazi iz Evanđelja po Luki. Ivanovi roditelji, Zaharija - židovski svećenik i Elizabeta, bili su bez djece i oboje su bili izvan dobi za rađanje. Tijekom Zaharijine rotacije za službu u Hramu u Jeruzalemu, ždrijebom je izabran da prinese tamjan na Zlatnom žrtveniku u Svetištu. Arkanđeo Gabrijel ukazao mu se i najavio da će on i njegova žena roditi dijete i da će ga nazvati Ivan, ime koje je bilo nepoznato u obiteljima Zaharije i Elizabete. Međutim, budući da Zaharija nije vjerovao Gabrijelovoj poruci, ostao je bez riječi sve do Ivanova rođenja. U to vrijeme, njegovi rođaci htjeli su djetetu dati ime po ocu, a Zaharija je napisao: „Ivan mu je ime”, nakon čega je povratio sposobnost govora (Lk 1,5–25; 1,57–66). Nakon Zaharijine poslušnosti Božjoj zapovijedi, dobio je dar proricanja i predvidio je buduću Isusovu službu, a to proročanstvo tvori tekst himne Benedictus.
Katolička Crkva odredila je 24. lipnja kao blagdan ranokršćanskog mučenika sv. Ivana Krstitelja, a obilježavanje Ivanova dana počinje večer prije, poznato kao Večer svetog Ivana. Ivanje obilježavaju i pravoslavci, luterani i anglikanci. U Švedskoj je Ivanjski solsticij toliko važna svečanost da je bilo prijedloga da se tada, umjesto 6. lipnja, slavi Nacionalni dan Švedske. Tamo i u Finskoj, Estoniji, Latviji i Litvi, Ivanjski solsticij državni je praznik. U Danskoj i Norveškoj može se nazivati i Danom svetog Hana.
U 4. stoljeću poslije Krista, nepodijeljena kršćanska Crkva proglasila je 24. lipnja blagdanom sv. Ivana Krstitelja; to označava njegovo rođenje, za koje Evanđelje po Luki kaže da je bilo šest mjeseci prije Isusa. Kršćani su obilježavali Isusovo rođenje (Božić) 25. prosinca, rimski datum zimskog solsticija pa je blagdan sv. Ivana određen točno šest mjeseci ranije.
Ivanje ili Ivanjdan slavenski je običaj vezan uz ljetni suncostaj (24. lipnja) - najznačajniju ljetnu svetkovinu u hrvatskom folkloru utemeljenu na prastarom agrarnome vjerovanju za zdravlje ljudi, životinja i rast usjeva. Mladež u ivanjskoj noći pjevala je uz zapaljenu vatru (ivanjski krijes, baklja ivanjska) na humcima, preskakala vatru i plesala kolo. Svečano odjevene djevojke (ladarice) u središnjoj Hrvatskoj obilazile su kuće. Javno kupanje ljudi i stoke također je uobičajeno - otuda dalmatinski naziv Sv. Ivan Kupavac.
Kristovo utjelovljenje bilo je usko povezano s „danima rasta” (diebus crescentibus) sunčeva ciklusa oko kojeg se temeljila rimska godina. Do 6. stoljeća ovaj solarni ciklus bio je dovršen uravnoteženjem Kristova začeća i rođenja sa začećem i rođenjem njegovog rođaka, Ivana Krstitelja. Takav odnos između Krista i njegovog rođaka bio je uvelike opravdan slikovitim prikazom Svetog pisma. Krstitelj je začet šest mjeseci prije Krista (Lk 1,76); on sam nije bio svjetlo, već je trebao svjedočiti o svjetlu (Iv 1,8–9). Stoga se Ivanovo začeće slavilo u osmim kalendama listopada (24. rujna: blizu jesenske ravnodnevnice), a njegovo rođenje u osmim kalendama srpnja (24. lipnja: blizu ljetnog solsticija). Ako se Kristovo začeće i rođenje dogodilo u „dane rasta”, bilo je prikladno da se Ivanovo Krstiteljovo dogodi u „dane smanjenja” (diebus decrescentibus), jer je sam Krstitelj proglasio „da on mora rasti, a ja se moram umanjivati” (Iv, 3,30). Do kraja šestog stoljeća, Rođenje Ivana Krstitelja (24. lipnja) postalo je važan blagdan, koji je na ljetni solsticij bio protuteža zimskoj svetkovini Božića.
Ivanjski krijesovi čest su motiv u književnosti i umjetnosti (pr. Shakespeareov San Ivanjske noći).